# Parafia św. Stanisława w Radziemicach
Parafia Świętego Stanisława – parafia rzymskokatolicka w Radziemicach (diecezja kielecka, dekanat słomnicki). Erygowana w 1631. Mieści się pod numerem 10. Duszpasterstwo w niej prowadzą księża diecezjalni.